# Grönehög

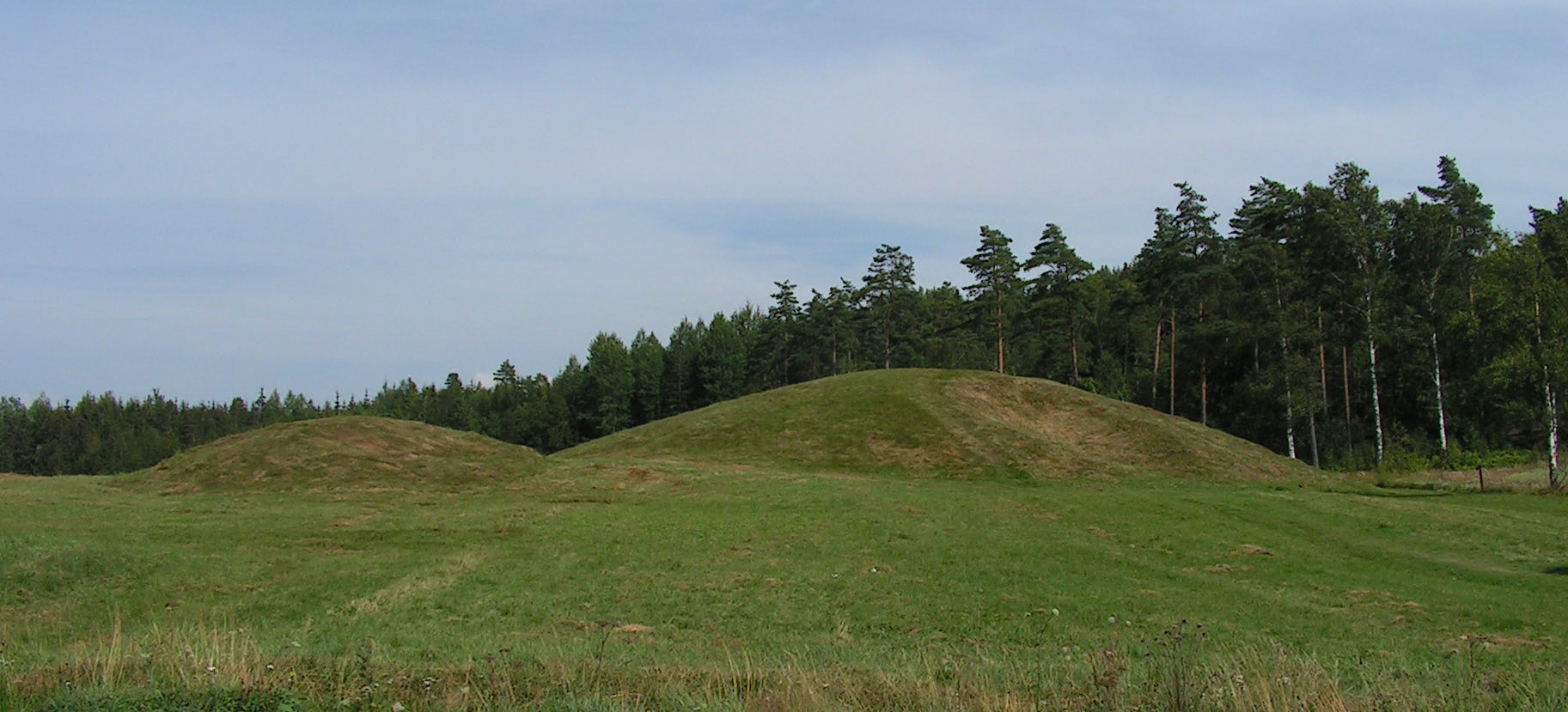
Der Grönehög (rechts)

Der Grönehög (auch Grönhög genannt) liegt im Kirchspiel Skee, unweit des Gräberfeldes von Blomsholm, nordöstlich von Strömstad und ist mit etwa sechs Metern Höhe und 45 bis 50 Metern Durchmesser der größte Grabhügel in Bohuslän in Schweden.
Der früheisenzeitliche Grönehög wurde 1928 von Sune Lindqvist (1887–1976) untersucht, der herausfand, dass der Hügel aus Torf bestand, der über einer Röse aufgeworfen wurde. Gleichzeitig war der Hügel ein Brandgrab, das im oberen Teil verbrannte Knochen und Flecken einer fetthaltigen Ruß-Kohle Mischung (schwedisch  Bålmörja) enthielt. Das kleine Gräberfeld datiert auf etwa 500 n. Chr. Unmittelbar daneben befinden sich zehn teilweise zerstörte Grabhügel.
Großhügel mit einem Durchmesser von mehr als 30 Metern heißen in Schweden oft Kungshögen (deutsch „Königshügel“ – Sättuna Kungshög; Kungshögen Högsäter und Nysäter; Kungshögen (Höllviken) und die Kungshögarna von Malmö-Oxie). Sie sind vorzugsweise um den Mälaren anzutreffen. Großhügel stammen oft aus der jüngeren Eisenzeit. Einige der größten sind: Anundshög in Västmanland, Högom in Medelpad, Inglinge hög in Småland, Ledbergs kulle in Östergötland, Ottarshögen in Uppland, Skalunda hög in Västergötland, Ströbo hög in Västmanland und die drei Hügel in Alt-Uppsala in Uppland.
In der Nähe liegt der Polygonaldolmen von Skee prästgården.